# Lijst van voetbalinterlands Nieuw-Zeeland - Papoea-Nieuw-Guinea
Deze lijst van voetbalinterlands is een overzicht van alle officiële voetbalwedstrijden tussen de nationale teams van Nieuw-Zeeland en Papoea-Nieuw-Guinea. De landen speelden tot op heden zes keer tegen elkaar. Het eerste duel, een kwalificatiewedstrijd voor het Wereldkampioenschap voetbal 1998, werd gespeeld op 31 mei 1997 in Port Moresby. Het laatste duel, een kwalificatiewedstrijd voor het Wereldkampioenschap voetbal 2022, vond plaats in Doha (Qatar) op 18 maart 2022.

## Wedstrijden
| № | Plaats       | Datum         | Competitie           | Wedstrijd                           | Uitslag |
| - | ------------ | ------------- | -------------------- | ----------------------------------- | ------- |
| 1 | Port Moresby | 31 mei 1997   | WK 1998 kwalificatie | Papoea-Nieuw-Guinea − Nieuw-Zeeland | 1 − 0   |
| 2 | Auckland     | 11 juni 1997  | WK 1998 kwalificatie | Nieuw-Zeeland – Papoea-Nieuw-Guinea | 7 – 0   |
| 3 | Auckland     | 7 juli 2002   | OFC Nations Cup 2002 | Nieuw-Zeeland – Papoea-Nieuw-Guinea | 9 – 1   |
| 4 | Honiara      | 4 juni 2012   | WK 2014 kwalificatie | Papoea-Nieuw-Guinea – Nieuw-Zeeland | 1 – 2   |
| 5 | Port Moresby | 11 juni 2016  | WK 2018 kwalificatie | Nieuw-Zeeland − Papoea-Nieuw-Guinea | 0 − 0   |
| 6 | Doha         | 18 maart 2022 | WK 2022 kwalificatie | Papoea-Nieuw-Guinea − Nieuw-Zeeland | 0 − 1   |

## Samenvatting
| Competitie      | Totaal gespeeld | Winst Nieuw-Zeeland | Gelijk | Winst Pap.-Nw-Guin. | Doelsaldo Nieuw-Zeeland – Pap.-Nw-Guin. |
| --------------- | --------------- | ------------------- | ------ | ------------------- | --------------------------------------- |
| WK-kwalificatie | 5               | 3                   | 1      | 1                   | 10 − 2                                  |
| OFC Nations Cup | 1               | 1                   | 0      | 0                   | 9 − 1                                   |
| Totaal          | 6               | 4                   | 1      | 1                   | 19 − 3                                  |

NZF · A-internationals · Bondscoaches · Statistieken · N-Zeelands vrouwenelftal · Olympisch elftal · N-Zeeland U21 · N-Zeeland U20 · N-Zeeland U19 · N-Zeeland U18 · N-Zeeland U17
1920 – 1949 ·
1950 – 1959 ·
1960 – 1969 ·
1970 – 1979 ·
1980 – 1989 ·
1990 – 1999 ·
2000 – 2009 ·
2010 – 2019 ·
2020 − 2029
WK 1982 ·
WK 2010
OS 2008 ·
OS 2012 ·
OS 2020
1922 · 
1923 · 
1924 · 
1925–1926 ·
1927 · 
1928–1932 ·
1933 · 
1934–1935 ·
1936 · 
1937 · 
1938–1945 ·
1946 · 
1947 · 
1948 · 
1949–1950 ·
1951 · 
1952 · 
1953 ·
1954 · 
1955 · 
1956 ·
1957 · 
1958 · 
1959 · 
1960 · 
1961 · 
1962 · 
1963 ·
1964 · 
1965–1966 ·
1967 · 
1968 · 
1969 · 
1970 · 
1971 · 
1972 · 
1973 · 
1975 · 
1976 · 
1977 · 
1978 · 
1979 · 
1980 · 
1981 · 
1982 · 
1983 · 
1984 · 
1985 · 
1986 · 
1987 · 
1988 · 
1989 · 
1990 · 
1991 · 
1992 · 
1993 · 
1994 · 
1995 · 
1996 · 
1997 · 
1998 · 
1999 · 
2000 · 
2001 · 
2002 · 
2003 · 
2004 · 
2005 · 
2006 · 
2007 · 
2008 · 
2009 · 
2010 · 
2011 · 
2012 · 
2013 ·
2014 ·
2015 ·
2016 ·
2017 ·
2018 ·
2019 ·
2020 ·
2021 ·
2022 ·
2023 ·
2024
Australië ·
Bahrein ·
Botswana ·
Brazilië ·
Canada ·
Chili ·
China ·
Colombia ·
Congo-Kinshasa ·
Cookeilanden ·
Costa Rica ·
Curaçao ·
Duitsland ·
Egypte ·
El Salvador ·
Engeland ·
Estland ·
Fiji ·
Frankrijk ·
Gambia ·
Georgië ·
Ghana ·
Griekenland ·
Honduras ·
Hongarije ·
Ierland ·
India ·
Indonesië ·
Irak ·
Iran ·
Israël ·
Italië ·
Jamaica ·
Japan ·
Jordanië ·
Kenia ·
Koeweit ·
Libanon ·
Litouwen ·
Maleisië ·
Marokko ·
Mexico ·
Myanmar ·
Nieuw-Caledonië ·
Noord-Ierland ·
Noorwegen ·
Oezbekistan ·
Oman ·
Papoea-Nieuw-Guinea ·
Paraguay ·
Peru ·
Polen ·
Portugal ·
Qatar ·
Rusland ·
Salomonseilanden ·
Samoa ·
Saoedi-Arabië ·
Schotland ·
Servië ·
Singapore ·
Slovenië ·
Slowakije ·
Soedan ·
Sovjet-Unie ·
Spanje ·
Tahiti ·
Taiwan ·
Tanzania ·
Thailand ·
Trinidad en Tobago ·
Tunesië ·
Turkije ·
Uruguay ·
Vanuatu ·
Venezuela ·
Verenigde Arabische Emiraten ·
Verenigde Staten ·
Wales ·
Wit-Rusland ·
Zuid-Afrika ·
Zuid-Korea ·
Zuid-Vietnam ·
Zweden
Italië (2010) ·
Schotland (1982) · 
Slowakije (2010)
PNGFA · 
A-internationals · 
Vrouwenelftal van Papoea-Nieuw-Guinea
1969 – 1979 · 
1980 – 1989 · 
1990 – 1999 · 
2000 – 2009 · 
2010 – 2019 ·
2020 − 2029
Amerikaans-Samoa ·
Australië ·
Centraal-Afrikaanse Republiek ·
China ·
Cookeilanden ·
Fiji ·
Filipijnen ·
Indonesië ·
Iran ·
Liberia ·
Maleisië ·
Nieuw-Caledonië ·
Nieuw-Zeeland ·
Salomonseilanden ·
Samoa ·
Singapore ·
Sri Lanka ·
Tahiti ·
Thailand ·
Tonga ·
Vanuatu